# Cuauhtémoc (Chihuahua)
Cuauhtémoc è una municipalità dello stato di Chihuahua, nel Messico settentrionale, il cui capoluogo è la località omonima.
Conta 154.639 abitanti (2010) e ha una estensione di 3.614,07 km².

## Clima
Cuauhtémoc si trova nella zona intermedia tra l'altopiano e le montagne, ai piedi della Sierra Madre occidentale con un'altitudine di 2060 m sul livello del mare. La temperatura media annua è compresa tra 10 e 14 °C,15 nel corso dell'anno varia generalmente da -2 °C a 29 °C e raramente scende sotto i -7 °C o supera i 33 °C,16 per questo motivo ha estati miti, ma gli inverni sono moderatamente freddi e le precipitazioni piuttosto carenti. Nel febbraio 2011, una forte ondata di freddo artico ha causato un calo di temperatura e ha fatto scendere la temperatura a -19 °C, con una sensazione termica di -29 °C, superando il precedente record di -16 °C stabilito nel dicembre 1975. Nel gennaio 2025, dopo due nevicate, il record del 1975 è stato nuovamente battuto, questa volta con una temperatura di -16,4 °C.
| Mesi                       | Gen.  | Feb.  | Mar.  | Apr. | Mag. | Giu. | Lug. | Ago. | Set. | Ott. | Nov.  | Dic.  | Annuale |
| -------------------------- | ----- | ----- | ----- | ---- | ---- | ---- | ---- | ---- | ---- | ---- | ----- | ----- | ------- |
| Temperatura max. (°C)      | 27.0  | 28.0  | 33.0  | 36.0 | 38.0 | 40.0 | 38.0 | 37.0 | 36.0 | 32.0 | 31.5  | 29.0  | 40.0    |
| Temperatura min. (°C)      | -16.4 | -19.0 | -11.0 | -5.0 | -2.5 | 1.0  | 3.0  | 3.0  | 0.0  | -6.5 | -11.0 | -16.0 | -19.0   |
| Giorni di pioggia (≥ 1 mm) | 2.6   | 2.1   | 1.2   | 1.6  | 2.3  | 7.2  | 15.0 | 14.3 | 9.9  | 4.3  | 1.9   | 2.5   | 64.9    |
| Giorni di neve (≥ 1 mm)    | 0.46  | 0.34  | 0.24  | 0    | 0    | 0    | 0    | 0    | 0    | 0    | 0.20  | 0.34  | 1.6     |

## Origini del nome
Il nome della località è dedicato a Cuauhtémoc, ultimo imperatore azteco.

## Storia
Cuauhtémoc venne fondata come stazione ferroviaria di rifornimento dei treni a vapore nel 1833, con il nome di "Estación bandera", all'epoca era solo una stazione con un paio di negozi vicini e null'altro. Nel 1847, assunse il nome di "Arenales" e cominciò una leggera crescita di residenti. Nel 1920 il nome divenne "Pueblo de San Antonio de Arenales", già che ormai era diventato un paese. Solo nel 1920, con l'insediamento dei Mennoniti cominciò lentamente a svilupparsi un insediamento più grande, che inizialmente servì principalmente come centro commerciale con i Mennoniti. Nel 1929 con l'espandersi della popolazione, il nome venne cambiato in "Villa Cuauhtémoc". Nel 1947, il sindaco, il consiglio comunale e i rappresentanti economici e sociali chiesero al Congresso dello Stato di Chihuahua di riconoscere Cuauhtémoc come città. Vista la crescita, il Congresso di Chihuahua il 9 gennaio 1948 deliberò di costituire San Antonio de Arenales come indipendente, conferendogli il rango di Comune, portando il nome di Cuauhtémoc, in onore dell'ultimo re azteco-Tlatoani. Oggi con 154000 abitanti è la terza città più popolata dello stato di Chihuahua, dopo Ciudad Juárez e Chihuahua.

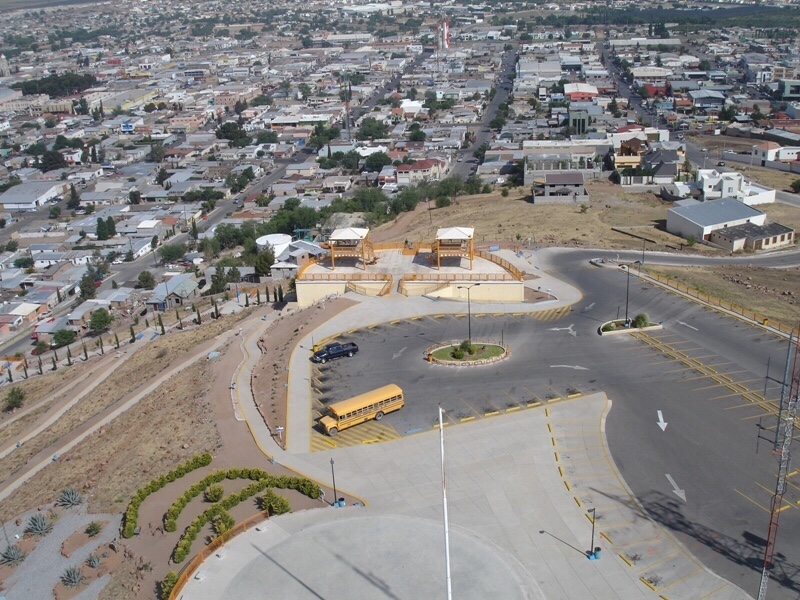
Vista della città dal Mirador

## Monumenti e luoghi di interesse

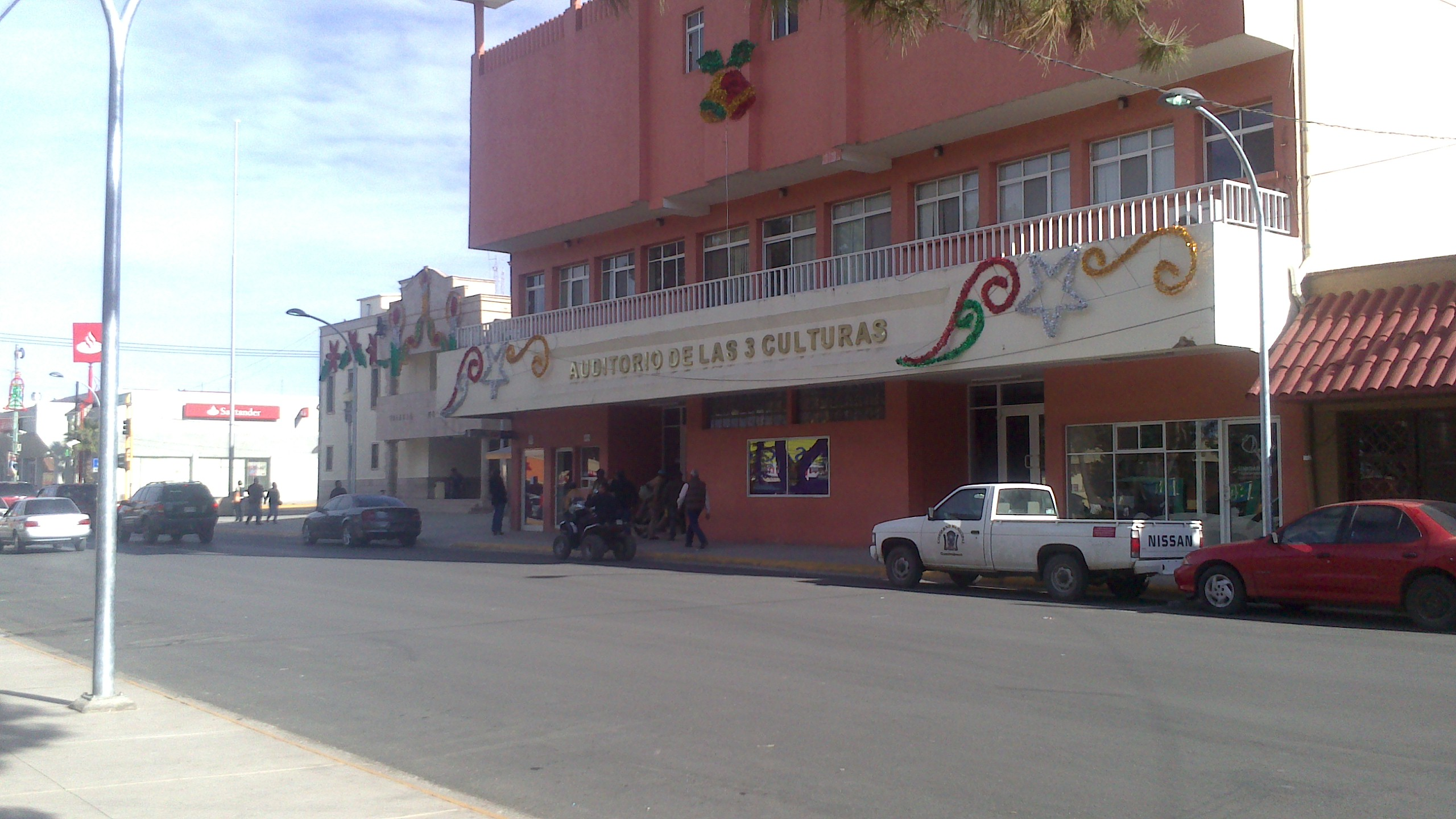
Teatro de las Tres Culturas e sulla sinistra il municipio di Cuauhtémoc

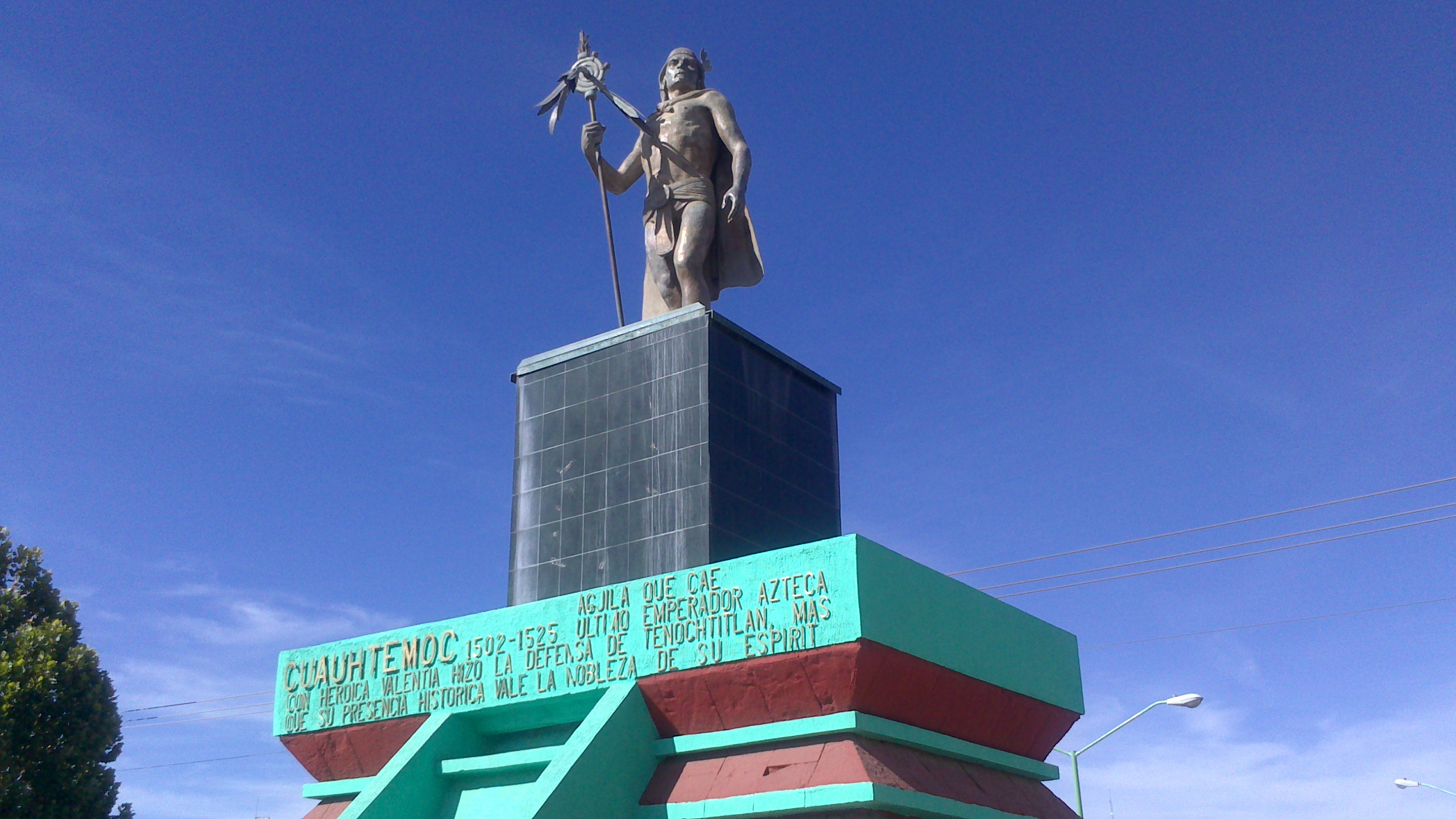
Statua di Cuauhtémoc, prima del restauro

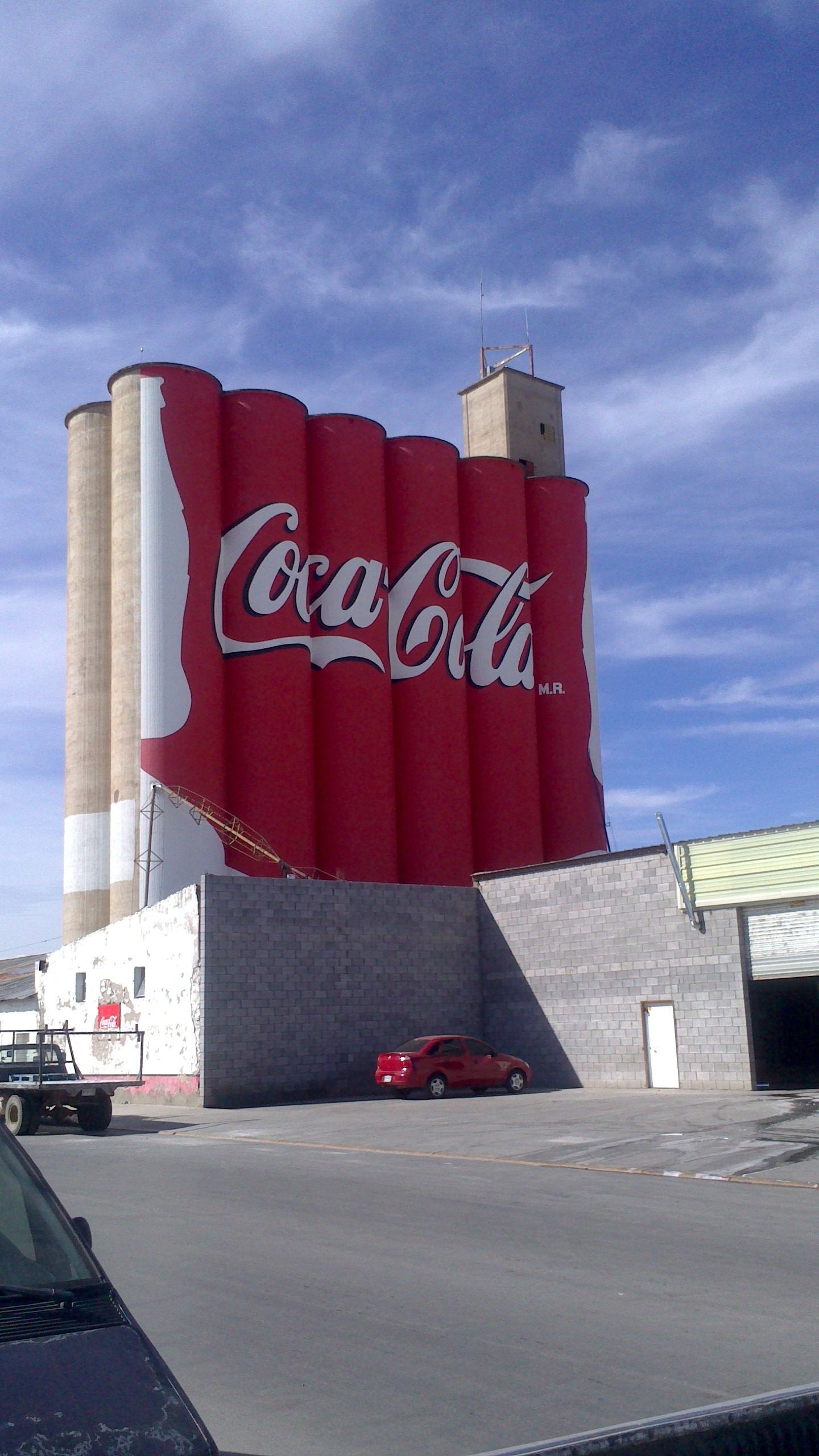
Silos del grano "Coca Cola", è l'edificio più alto della città di Cuauhtémoc

Trattandosi di una città di recente fondazione, Cuauhtémoc non ha edifici storici o coloniali, vanno comunque segnalati i seguenti luoghi:
Centro città
- Catedral de Cuauhtémoc San Antonio de Pádua.
- Plaza Ciudad Cuauhtémoc, ha un chiosco in ferro battuto al centro, ogni giorno, all'imbrunire, migliaia di uccelli provenienti in massa dalle campagne riempiono gli alberi della piazza per poi andarsene al mattino successivo.
- Monumento a Benito Juarez si trova al centro della piazza.
- Presidencia Municipal de Cuauhtémoc.
- Auditorio de Las Tres Culturas, presenta spettacoli teatrali, film e altri eventi.
- Museo de la Ciudad situato su una collina, è un complesso che comprende un museo, un ristorante-bar e punto panoramico dal quale si domina tutta la città.
- Monumento a Cuauhtémoc al centro di un grande incrocio, in cima ad un'alta colonna è una statua dedicata ultimo re azteco-Tlatoani, è stato restaurato nel 2022.
- Anche se non sono un monumento, i silos del grano con la loro pubblicità dipinta sui due lati, di oltre 600mt2, sono diventati un simbolo della città, e un punto di riferimento, anche perché sono la costruzione più alta al momento esistente in città.

Fuori dal centro
- Museo El Establo Rancho Golden Buñiga, museo con collezioni di antichità, tra queste, automobili e anche camion dei pompieri.

- Museo Menonita, fondato nel 2001, illustra usi e costumi della comunità Menonita in Messico.[1]

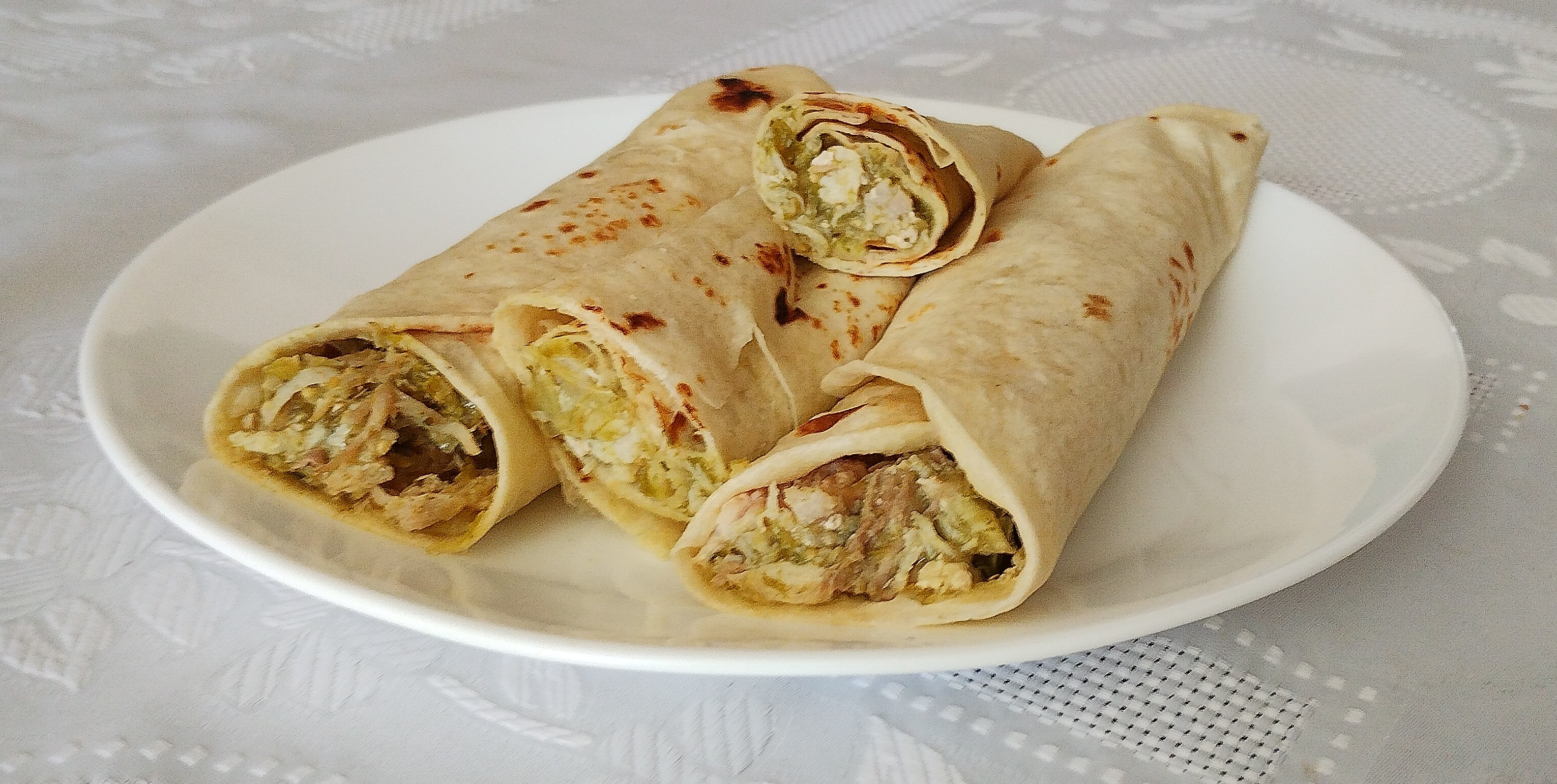
Burritos

## Gastronomia
- Burrito: I burritos presenti quasi ad ogni angolo della città, sono una tappa obbligata a Cuauhtémoc, combinano grandi tortillas di farina, arrotolate ripiene con carne asada, barbacoa o qualsiasi altro tipo di stufato e anche salsicce e pezzetti. Sono numerosissimi i luoghi dove poterle mangiare.
- Carne secca: È una carne che viene preparata con peperoncino chilaca, al formaggio asadero, al chili con asadero, alla gorditas, e anche con deliziosi tagli di carne di Chihuahua. Il tutto accompagnato dalle tortillas di farina.
- Gorditas de harina: Questo piatto viene solitamente preparato ripieno di stufato, è una grossa tortilla tagliata a metà e ripiena di carni di diversi tipi e formaggio, a volte tostate su un piastra.

## Trasporti
Strade federali: La principale via di comunicazione di Cuauhtémoc è la Strada Federale 16, che la collega a est con la città di Chihuahua e a ovest con La Junta e Basaseachi, per poi proseguire verso Hermosillo e Bahía de Kino, (Sonora). La Strada Statale 16 inizia a Cuauhtémoc e la collega con il nord-ovest dello stato, la sua prima sezione è da Cuauhtémoc a Colonia Álvaro Obregón diviene poi un'autostrada gratuita a quattro corsie, che da quel punto si collega con Nuevo Casas Grandes. Altre due strade statali collegano Cuahutemoc a sud, la prima con Cusihuiriachi e la seconda con Carichí, da dove prosegue verso Sisoguichi nel comune di Bocoyna.
Autobus extra-urbani: Tre compagnie di autobus hanno collegamenti ogni ora lungo tutto il giorno per Chihuahua, (un'ora e 15 minuti), due compagnie hanno servizi 5 o 6 volte al giorno per La Junta, Creel, Divisadero e San Rafaél, vi sono anche 4 o 5 partenze al giorno per Madera e 2 o 3 al giorno per Ciudad Juarez che passano per Nuevo Casas Grandes.
Autostrade: Da Ciudad Guerrero a Chihuahua, l'autostrada 16 è un'autostrada a quattro corsie, il tratto da Chihuahua a Cuauhtémoc è una a pedaggio.

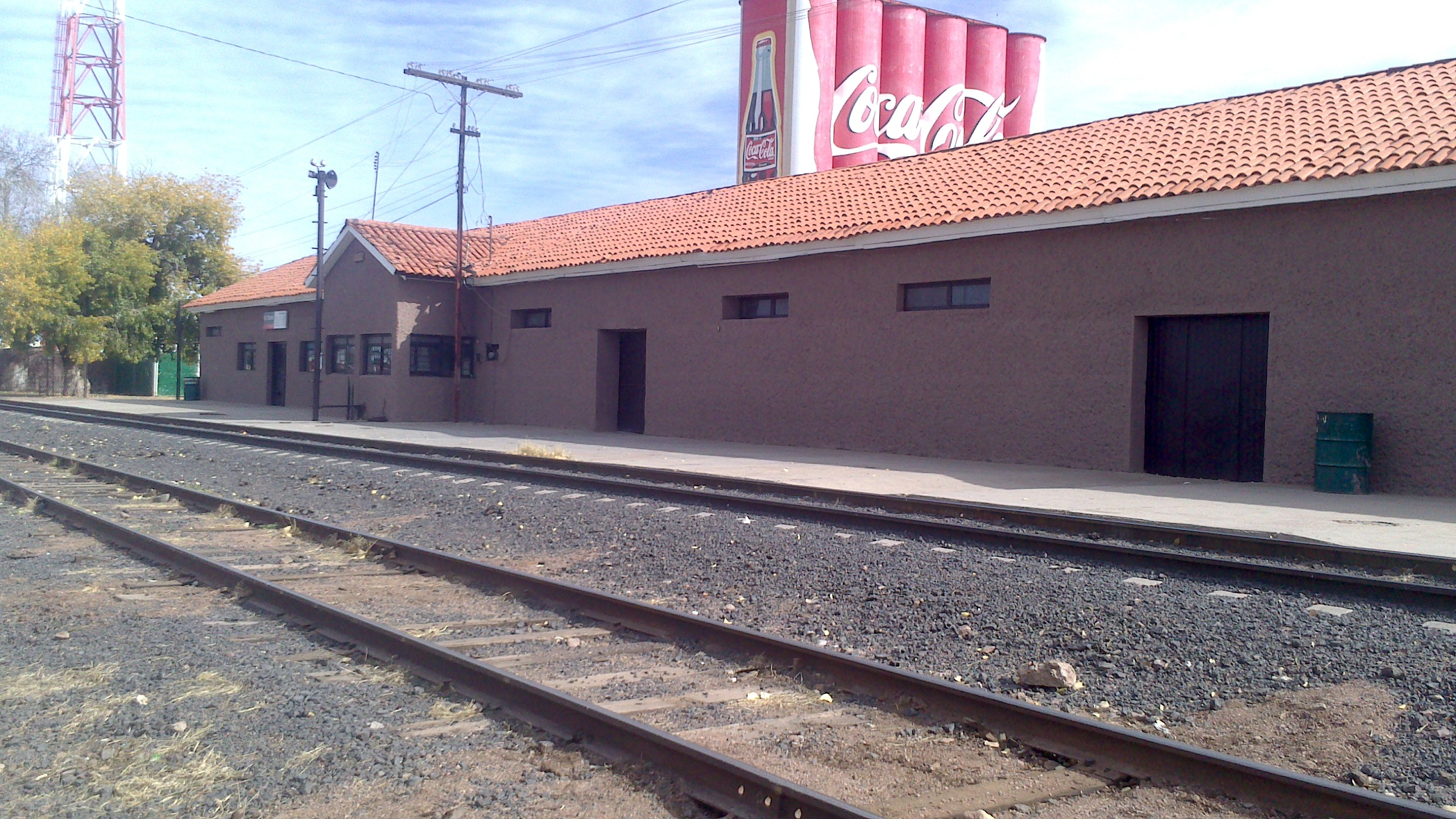
Stazione ferroviaria nel 2024

Treno: Cuauhtémoc ha una stazione ferroviaria a poche centinai di metri dal centro città, è una delle stazioni principali della ferrovia Chihuahua-Pacifico, che parte da Ojinaga e termina a Topolobampo, (Sinaloa), al febbraio 2025 solo il treno di classe economica ferma a Cuahutemoc, due volte la settimana in entrambe le direzioni.

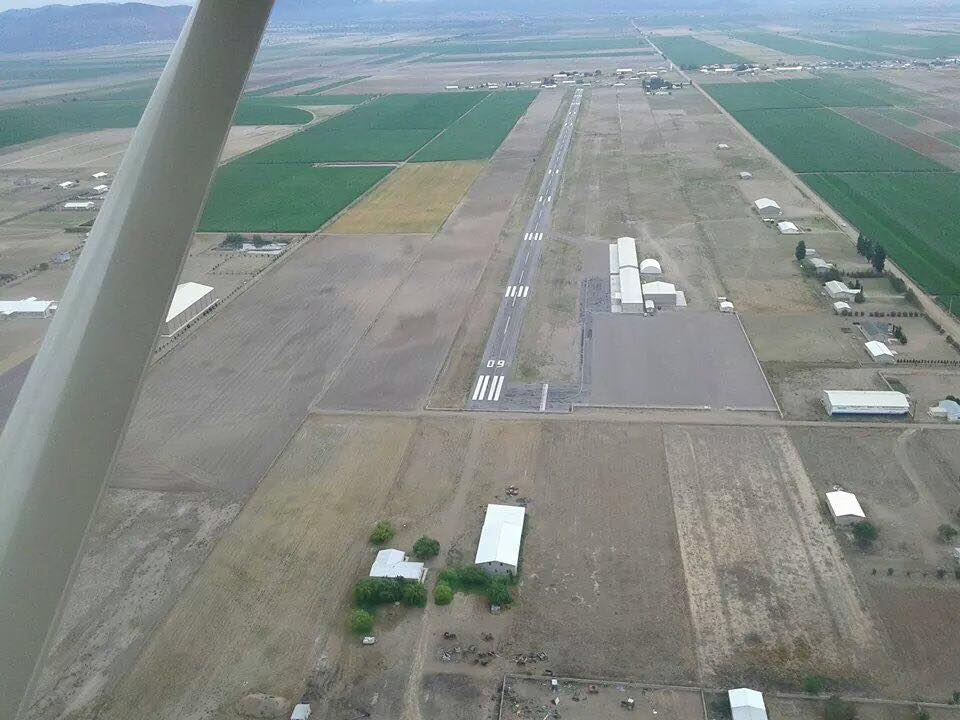
Aeroclub Manitoba

Aereo: Cuauhtémoc ha un suo aeroporto regionale L'Aeroclub Manitoba, situato sulla strada Cuauhtémoc-Álvaro Obregón (Rubio), dispone solo di servizi di aerotaxi, e una scuola di aviazione, (Escuela de aviación Aeroclub Manitoba). La pista asfaltata è lunga 1.680 m. e larga 16 m., in grado di ricevere aerei turboelica e piccoli jet. L'aerodromo dista 32 km dalla città. L'altro aeroporto è L'Aeropuerto Internacional General Roberto Fierro Villalobos, di Chihuahua, che dista 120 km, ha voli per Città del Messico, Los Mochis, Cabo San Lucas, Culiacán, La Paz, Hermosillo, Querétaro, Guadalajara, Mazatlán, Monterrey, Tijuana, Dallas/Fort Worth (USA) e Denver (USA).

## Amministrazione

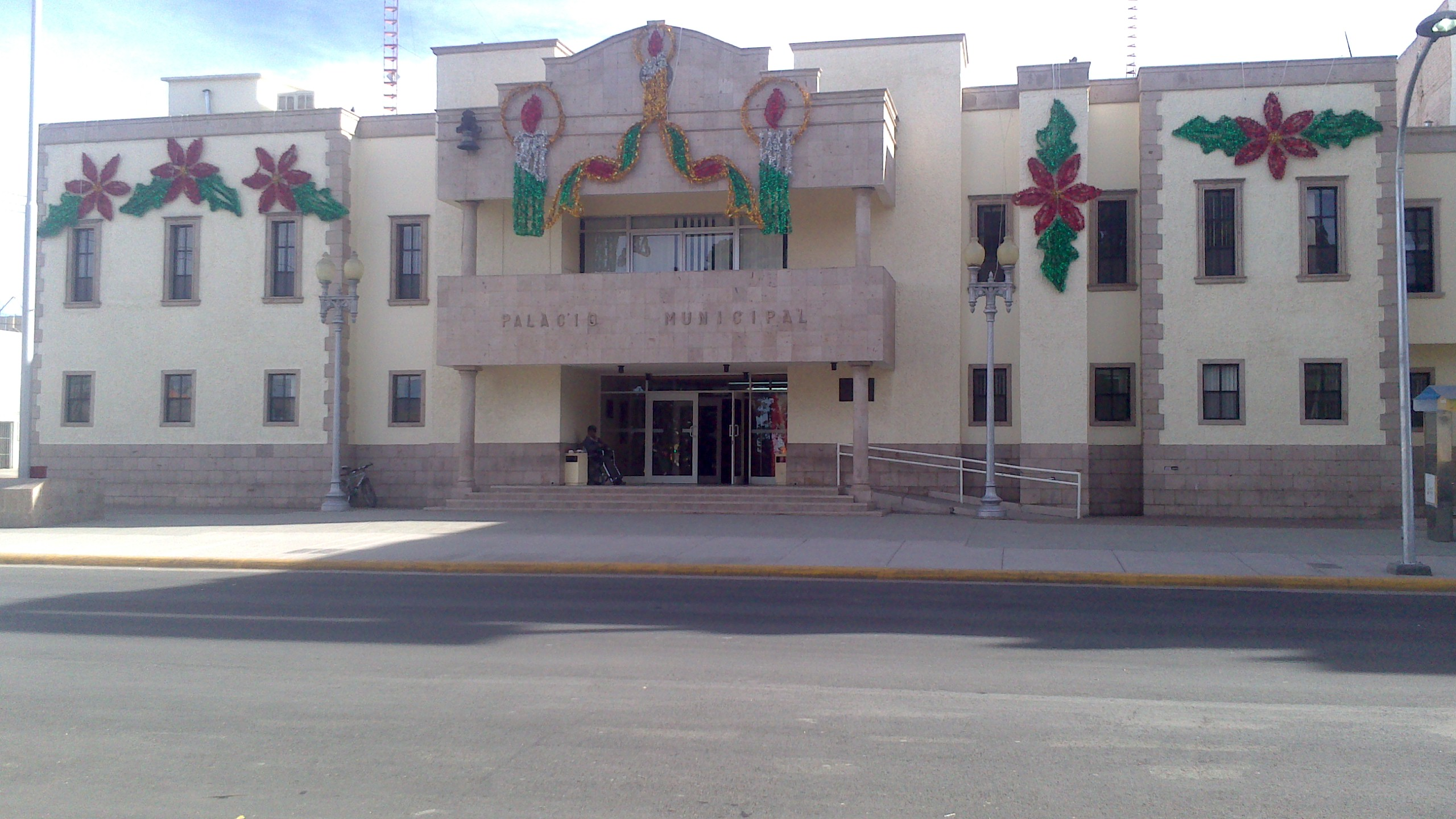
Palazzo della Presidencia Municipal di Cuauhtémoc

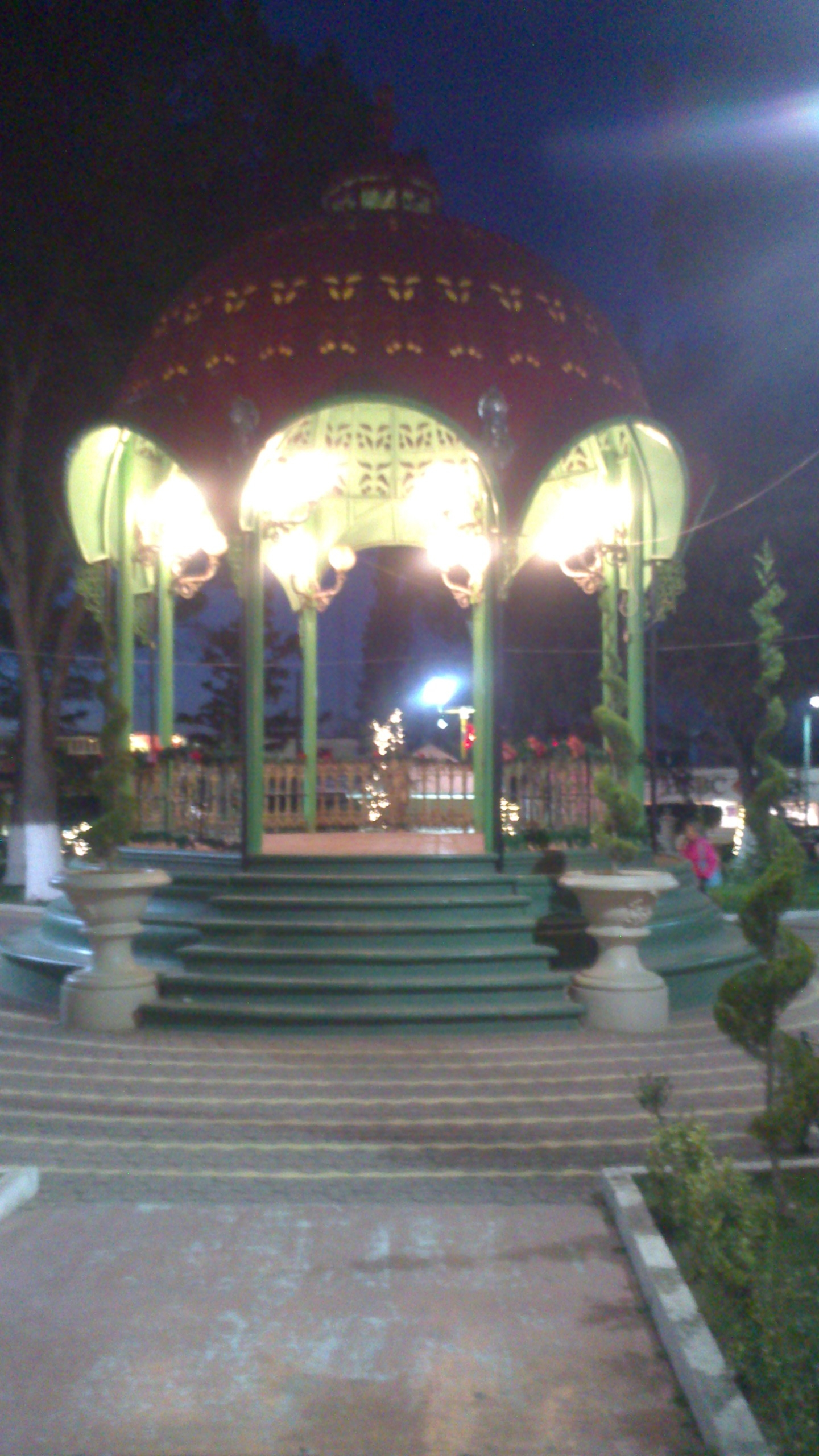
Chiosco al centro della Plaza Cuauhtémoc

Come nella maggior parte dei comini del Messico, anche a Cuauhtémoc il sindaco e giunta comunale vengono eletti ogni tre anni. Secondo la pagina web del comune, il consiglio comunale era composto da un presidente municipal, (il sindaco), 2 segretari, un tesoriere, 9 dirigenti, un titolare di organismo interno e altri dirigenti cui numero varia a seconda del governo in carica.
| Nome del sindaco              | Periodo   | Partito | Note     |
| ----------------------------- | --------- | ------- | -------- |
| Gumersindo Estrada            | 1950-1953 | PRI     |          |
| Enrique Chávez                | 1953-1956 | PRI     |          |
| Pedro Reaza                   | 1956-1959 | PRI     |          |
| Carlos Enríquez C.            | 1959-1962 | PRI     |          |
| Reyes Estrada                 | 1962-1965 | PRI     |          |
| Homero Corral                 | 1965-1968 | PRI     |          |
| Ignacio Romo Anguiano         | 1968-1971 | PRI     |          |
| José Peña Flores              | 1971-1974 | PRI     |          |
| Manuel Jáquez O.              | 1972-1974 | PRI     |          |
| Víctor Paredes                | 1974-1974 | PRI     |          |
| Manuel Martínez J.            | 1974-1977 | PRI     |          |
| Graciano Flores               | 1977-1980 | PRI     |          |
| Fernando Suárez Coello        | 1980-1983 | PRI     |          |
| Humberto Ramos Molina         | 1983-1986 | PST     |          |
| Jorge Castillo Cabrera        | 1986-1989 | PRI     |          |
| Efren Roberto Romo Chacón     | 1989-1992 | PRI     |          |
| César Chavira Enríquez        | 1992-1995 | PAN     |          |
| José Luis Carrasco C.         | 1995-1998 | PRI     |          |
| Humberto Pérez Mendoza        | 1998-2001 | PAN     |          |
| Israel Beltrán Montes         | 2001-2004 | PRI     |          |
| Humberto Pérez Mendoza        | 2004-2007 | PAN     | Rieletto |
| Germán Hernández Arzaga       | 2007-2010 | PRI     |          |
| Israel Beltrán Montes         | 2010-2013 | PRI     |          |
| Rafael Martínez Pérez         | 2013      | PRI     | Interim  |
| Heliódoro Juárez González     | 2013-2016 | PAN     |          |
| Humberto Pérez Holguín        | 2016-2018 | PAN     |          |
| Carlos Tena Nevárez           | 2018-2020 | MORENA  |          |
| Romeo Antonio Morales Esponda | 2020-2021 | MORENA  |          |
| Elías Humberto Pérez Mendoza  | 2021-2024 | PAN     |          |
| Elías Humberto Pérez Mendoza  | 2024-2027 | PAN     | Rieletto |

## Demografia
Secondo il censimento effettuato nel 2020 dall'Istituto Nazionale di Statistica e Geografia (INEGI), nella sola città di Cuauhtémoc c'erano un totale di 135.586 abitanti, di cui 69.677 donne e 65.909 uomini. Nel 2020 il numero di case private in città era 50.878, di cui 43.581 abitate stabilmente, mentre 7.297 erano abitate solo durante una parte dell'anno o risultavano abbandonate. Con 154 000 abitanti è la terza città più popolata dello stato di Chihuahua, dopo Ciudad Juárez e Chihuahua.
| Anno                                                       | 1910 | 1921 | 1930  | 1940  | 1950  | 1960   | 1970   | 1980   | 1990   | 2000   | 2010    | 2020    |
| ---------------------------------------------------------- | ---- | ---- | ----- | ----- | ----- | ------ | ------ | ------ | ------ | ------ | ------- | ------- |
| Residenti                                                  | 173  | 291  | 2.119 | 2.865 | 6.408 | 14.686 | 25.598 | 43.596 | 69.895 | 85.387 | 114.007 | 130.586 |
| Fonte: Instituto Nacional de Estadística y Geografía INEGI |      |      |       |       |       |        |        |        |        |        |         |         |